# 26251 Kiranmanne
26251 Kiranmanne (tên chỉ định: 1998 QG52) là một tiểu hành tinh vành đai chính. Nó được phát hiện bởi dự án Nghiên cứu tiểu hành tinh gần Trái Đất Lincoln ở Socorro, New Mexico, ngày 17 tháng 8 năm 1998. Nó được đặt theo tên Kiran Manne, an American educator ở Albuquerque, New Mexico.